# Friedrich Maurach
Friedrich Wilhelm Leberecht Maurach (* 4. Oktober 1811 in Memel, Preußisch Litauen; † 20. April 1873) war ein deutscher Beamter in Preußen. Er war Regierungspräsident in Gumbinnen (1863–1870) und Bromberg (1870–1873).

## Leben
Ab 1848 war Maurach kommissarischer Landrat im Kreis Oschersleben und ab 1850 endgültig. 1855 wurde er Polizeipräsident in Königsberg i. Pr., bis er 1863 zum Regierungspräsidenten im Regierungsbezirk Gumbinnen ernannt wurde. 1870 wechselte er als Regierungspräsident in den Regierungsbezirk Bromberg. Sein Bruder Richard Friedrich Maurach († 1882) war Oberlandesgerichtsrat in Insterburg.